# 寅次郎的故事46 寅次郎的相亲
《寅次郎的故事46 寅次郎的相亲》（日语：男はつらいよ 寅次郎の縁談）是一部1993年上映的日本喜剧电影，亦是《寅次郎的故事系列》的第四十六部剧场版作品。由山田洋次导演，渥美清、倍赏千惠子、前田吟、下条正巳、三崎千惠子、松坂庆子等等主演。于1993年12月25日上映。

## 剧情简介
满男大学毕业后面临着极大的就业压力，去了30多家公司面试结果都空手而返，他再也不能忍受重复而无谓的考试，以及焦躁地守候着电话等待结果的无奈心情，背起行囊去旅行。樱花焦急万分，刚刚回家的寅次郎又踏上寻找满男的旅程。 
在一个宁静的小镇上，遇到了在那里做体力活的满男，镇上缺乏壮劳力，留下老人和孩子，田里的活没有人来做。满男的加入赢得了大家的好评，他自己也有了成就感。他不想就此回家，更何况有漂亮的护士小姐亚矢对他一往情深。叔侄两人住在叶子父亲的家里，叶子负债累累回到亲人身边，内心的苦恼只有向寅次郎诉说。寅次郎不忍接受她的爱，与侄子匆匆离开回到一直等候着他们的家人身边。

## 主要演员
- 车寅次郎：渥美清
- 坂出叶子：松坂庆子
- 亚矢：城山美佳子
- 田宮善右卫门：岛田正吾
- 诹访樱：倍赏千惠子
- 诹访满男：吉冈秀隆
- 车龙造（叔叔）：下条正巳
- 车つね（嬸嬸）：三崎千惠子
- 桂梅太郎（社长）：太宰久雄
- 诹访博：前田吟
- 坪内冬子：光本幸子
- 源公：佐藤蛾次郎
- ポンシュウ：关敬六
- 滨崎传助：西田敏行（友情客串）
- 驻在：笹野高史
- 和尚：樱井千里
- 医生：小形雄二
- 渡船职员：神户浩
- 岳父大人：须磨启

## 奖项
该电影荣获第17届日本电影金像奖，包括最佳导演奖、最佳编剧奖及最佳音效奖。同时也荣获该电影奖的最佳美术奖及提名奖项。
- 第17届日本电影金像奖
  - 最佳导演奖／山田洋次
  - 最佳编剧奖／山田洋次、朝间义隆
  - 最佳音效奖／铃木功、松本隆司
  - 最佳美术奖／出川三男、横山丰
  - 最佳编辑奖／石井岩
  - 会长特別奖／笠智众
- 第12届金十字奖最佳银奖

### 英文
- 互联网电影数据库（IMDb）上《Otoko wa tsurai yo: Torajiro no endan (1993)》的资料（英文）

### 德文
- . www.molodezhnaja.ch.   [2016-03-21]. （原始内容存档于2016-03-03） （德语）.

### 日文
- . www.allcinema.net.   [2016-03-21]. （原始内容存档于2016-04-03） （日语）.
- . 日本电影院数据库（日本文化厅）.   [2016-03-21]. （原始内容存档于2012-03-26） （日语）. 外部链接存在于|publisher= (帮助)
- . 日本电影数据库.   [2016-03-21]. （原始内容存档于2016-03-22） （日语）.
- . 电影旬报.   [2016-03-21]. （原始内容存档于2012-03-24） （日语）.

### 中文
- . 豆瓣电影.   [2016-03-21]. （原始内容存档于2016-03-31）.